# 青山菜花
青山 菜花（あおやま なのは、2008年9月10日 - ）は、日本のアイドル、俳優、歌手、タレント。STAR PLANET所属のアイドルグループLumiUnion（旧 浪江女子発組合）のメンバー。
元B.O.L.T及び元スタプラ研究生のメンバー。
東京都出身。スターダストプロモーション所属。元スカイアイ・プロデュース所属。

## 略歴

### 2019年
- 7月15日、アイドルグループB.O.L.Tに加入[1]。B.O.L.T加入を機に春乃菜花から「青山菜花」に改名。

### 2020年
- 1月19日、「『ミューコミプラス』presents スタプラアイドルフェスティバル ～今宵、シンデレラが決まる～」No.38として「仮契約のシンデレラ」inter～4Cパートを鈴木萌花とともに歌唱[2]。
- 5月21日、「コアラモード.小幡康裕のガチンコスターダストプラネット」#53に最年少(当時)出演、「Story」歌唱[3]。
- 10月21日、「コアラモード.小幡康裕のガチンコスターダストプラネット」#58に出演、「あの日に帰りたい」歌唱[4]。
- 9月10日、誕生日当日「ニコSオンラインライブ ～B.O.L.T～」にて「Story」歌唱[5][6]。
- 12月29日、「アメフラっシ大感謝祭2020 2部『第1回日本アメデミー賞』」に白浜あやと共にプレゼンターとして出演[7]。

### 2021年
- 2月17日、「コアラモード.小幡康裕のガチンコスターダストプラネット」#62に出演、DISH//の「猫」を歌唱[8]。
- 7月15日、「コアラモード.小幡康裕のガチンコスターダストプラネット」#67に出演、岡田奈々の「青春の坂道」を歌唱[9]。
- 10月7日、「コアラモード.小幡康裕のガチンコスターダストプラネット」#70に出演、絢香の「三日月」を歌唱。
- 10月30日、「『ミューコミプラス』presents スタプラアイドルフェスティバル ～今宵、２人目のシンデレラが決まる～」No.27として「ジャンプ」2Cパートを安杜羽加とともに歌唱[10]。

### 2022年
- 1月27日、「コアラモード.小幡康裕のガチンコスターダストプラネット」#73に出演、中森明菜の「スローモーション」を歌唱。
- 5月10日、「しおこうじ玉井詩織×坂崎幸之助のお台場フォーク村NEXT」にU-15スタプラ代表の1人としてソロで生出演。「七色のスターダスト」「夢は何千回も逃げていく」を歌唱した[11]。
- 9月11日、14歳の誕生日の翌日、同い年のB.O.L.Tメンバーの白浜あやとともに個人のInstagramを開設した[12]。

### 2023年
- 4月15日、B.O.L.Tラストライブ「B.O.L.T The LAST」をもってB.O.L.Tが解散[13]。
- 4月22日、アイドルグループスタプラ研究生に加入したことが発表された[14]。
- 11月11日、アイドルグループで浪江女子発組合に加入したことが発表された[15]。スタプラ研究生と浪江女子発組合の兼任となった。

### 2024年
- 6月8日、スタプラ研究生と浪江女子発組合を兼任していたが、スタプラ研究生を卒業した[16]。
- 6月9日、浪江女子発組合専属メンバーとなった[16]。

## 人物
- ニックネームは、なのちゃん、なーちゃん[17]。
- 趣味は、童謡を歌うこと[17]。B.O.L.T公式TikTokに童謡を歌う動画を投稿している。
- 特技は、ピアノ、指の関節がやわらかい[17]。
- 幼少期から歌うことが好きで、生後10ヵ月で鼻歌を歌っていたという。2歳の時はタッチを歌っていた[18]。母が「赤ちゃんのころから童謡を口ずさんでいた」というほどである[19]。第37回「童謡こどもの歌コンクール」（2022年）、第38回「童謡こどもの歌コンクール」（2023年）にて、2年連続で二次審査進出を果たした[20]。
- 2023年9月7日に乗馬ライセンス5級に合格したことを発表した。また、2023年12月4日に漢字検定3級と英語検定3級に合格したことを発表した。
- 好きなフルーツ第1位はイチゴ[21]。
- 家で飼っているハムスターの名前は”きなこ” 　※記事では”きのこ”と記載されたが、のちに本人が”きなこ”と訂正[22]。
- 2019年11月15日のB.O.L.T「ここから」CD発売記念イベントについて、「今でも、あの時の盛り上がりを思い出すことがあるくらいです。緊張しましたが、ファンの方の顔を見ていると緊張なんて吹き飛ぶんだなって思いました（笑）」と振り返る[23]。
- B.O.L.Tのアルバム「POP」収録の楽曲「足音」では歌い出しのソロパートを担当した[24]。
- B.O.L.Tのアルバム「POP」の曲でお気に入りのフレーズをきかれ、「わたし色のトビラ」の最後「新しい明日 わたし色のトビラ 開けよう」と答えた。理由は「B.O.L.Tも“わたしたち色のトビラ”を開けたいし、ファンの方たちも“ファンの方たちのトビラ”を開けてほしいなっていう意味も全部込められていて（略）」という[25]。
- 2020年10月17日に開催された初のB.O.L.Tワンマンライブでは「すごく不安もあったんですけど、メンバーがいろいろ教えてくれてB.O.L.Tがひとつになれたし、皆さんともひとつになれたんじゃないかなと思います！」と感想を語った[26][27]また「『アイドルって楽しい！』ってことです。やっぱりファンの方に『楽しい』って言ってもらえることが一番じゃないですか？　そのためには自分たちも楽しまなくちゃいけないんですよね。これからも楽しんでやっていきたいと思います」とも語った[28]。

## 出演
※所属グループとしての出演はB.O.L.T、スタプラ研究生、浪江女子発組合のページを参照。

### テレビ
- 水曜ミステリー９『奥多摩駐在刑事3/奥多摩渓谷 断罪の狂詩曲 過去からの脅迫者』（2015年9月16日、テレビ東京）- 神木春美［幼少期］ 役[29][30]
- 「プレバト！！」（2017年8月、TBS）- イメージ再現 役[31]
- 「防災スペシャル　実録！カメラが見た九死に一生の瞬間〜初公開！人命救助部隊が撮った重大災害＆事故〜」（2018年9月22日、フジテレビ）[31]
- 「独占取材 北朝鮮拉致 前略 めぐみちゃんへ 〜横田夫妻、最後の戦い～」（2019年3月30日、フジテレビ）[31]
- 「おはスタ」『おばけずかん』（#1・2020年4月8日、#3・2020年4月22日、#6・2020年5月13日、テレビ東京）[32]
- 「コアラモード.小幡康裕のガチンコスターダストプラネット」（フジテレビNEXT）
- 「しおこうじ玉井詩織×坂崎幸之助のお台場フォーク村NEXT」- 第132夜 （2022年5月10日、フジテレビNEXT）

### CM
- 「ほくほくサマーキャンペーン2016篇」（2016年、北陸銀行）[33]

### 舞台
- スカイアイ・プロデュース公演「ココロカイロ」みなみおおつか演劇発表会2015 参加作品（2015年1月3日）[34]
- ヒロセプロジェクト舞台公演第26弾「優しい魔法のとなえ方 2018」（2008年11月29日 - 12月2日）- 星組、影山アイ 役[35][36][31]

### モデル
- 代官山コレクション2015 - ガールキッズコンテスト（2015年10月17日）[37]
- View Stage Collection Vol.26（2023年8月21日、品川区立総合区民会館）[38]

### インターネットテレビ／ライブ動画配信
- 川上アキラの人のふんどしでひとりふんどし（#346 2022年12月12日、テレ朝動画）[39]